# Ruta Estatal de Nevada 756
La Ruta Estatal de Nevada 756, y abreviada SR 756 (en inglés: Nevada State Route 756) es una carretera estatal estadounidense ubicada en el estado de Nevada. La carretera inicia en el Oeste desde la SR 88     cerca de Centerville hacia el Este en la US 395     cerca de Gardnerville. La carretera tiene una longitud de 6,4 km (3.974 mi).
Hasta el renombramiento de 1976, la SR 756 era la Ruta Estatal 56. Esta ruta fue creada en 1937.

## Mantenimiento
Al igual que las autopistas interestatales, y las rutas federales y el resto de carreteras estatales, la Ruta Estatal de Nevada 756 es administrada y mantenida por el Departamento de Transporte de Nevada por sus siglas en inglés Nevada DOT.

## Cruces
La Ruta Estatal de Nevada 756 es atravesada principalmente por la  I 405  I 5   en Costa Mesa y Tustin.